# Дарія Антончик
Дарія Антончик (пол. Daria Antończyk; нар. 7 грудня 1983, Ястшембе-Здруй, Польща) — польська футболістка, воротар. Виступала за національну збірну Польщі. До футбольної кар'єри займалася на аматорському рівні боксом, бронзова призерка чемпіонату Польщі з боксу 2002 року. Випускник бакалаврату Державного університету прикладних наук у Рацібузі. Серед успіхів гравчині – бронза на чемпіонаті Польщі з боксу та п’ятиразова чемпіонатка Польщі з футболу.

## Життєпис
Народилася в спортивній родині. Її батько та діт займалися боксом та іншими бойовими мистецтвами. Батько також грав на позиції воротаря. Займатися боксом розпочала ще під час навчання в старшій школі. Перший клуб — «Імекс» (Ястшембє). У 2002 році на чемпіонаті Польщі в Заверцях здобула бронзову медаль.
Однак після закінчення середньої школи та початку навчання в Ратиборі вона припинила навчання за цією дисципліною. Причиною такого рішення стала відсутність у цьому місті боксерського клубу. Деякий час тренувалася під керівництвом одного з екс-боксерів, але зрештою відмовилася від цього. Як боксерка провела загалом десять боїв, з яких виграла п’ять.
Кар'єру воротаря розпочала випадково. У другому семестрі навчання під час уроків футболу одну з її подруг запросили на тренування «Унії» (Ратибор). Однак вона не захотіла йти сама й взяла Дар'ю з собою. Спочатку грала в атаці. Граючи на вище вказаній позиції, навіть виступала капітаном команди. Але через деякий час тренер Ремігіуш Травінський перевів Антончик у ворота. Дебютувала на вище вказагій посаді під час чемпіонату Польщі у приміщенні 2004 року. Виступи в «Унії» (Ратибор) призвели до перемоги в чемпіонаті Польщі (5 разів – у сезонах 2008/09, 2009/10, 2010/11, 2011/12 та 2012/13), а в чемпіонаті Польщі з футзалу – чотири рази (2008, 2009, 2011 і 2012), Кубок Польщі — тричі (2009/10, 2010/11 і 2011/12) та виступи в національній збірній. Разом з «Унією» (Ратибор) також брав участь у жіночій Лізі чемпіонів. У серпні 2013 року підписала 1-річний контракт з амстердамським «Аяксом». Після невдалого періоду перебування в нідерландському клубі стала гравцем «Вальбжих», з яким посіла 3 місце в жіночій Екстраклясі в сезоні 2016/17 років. Після трьох років гри у «Валбжихі» вирішила завершити футбольну кар’єру.
У жовтні 2009 року дебютувала за національну збірну Польщі в переможному (2:0) поєдинки кваліфікації чемпіонату світу 2011 року проти збірною Румунії на стадіоні «Дискоболя».